# Dolichopus affictus
Dolichopus affictus är en tvåvingeart som först beskrevs av Osten Sacken 1877.  Dolichopus affictus ingår i släktet Dolichopus och familjen styltflugor. Inga underarter finns listade i Catalogue of Life.